# 블랙아이스

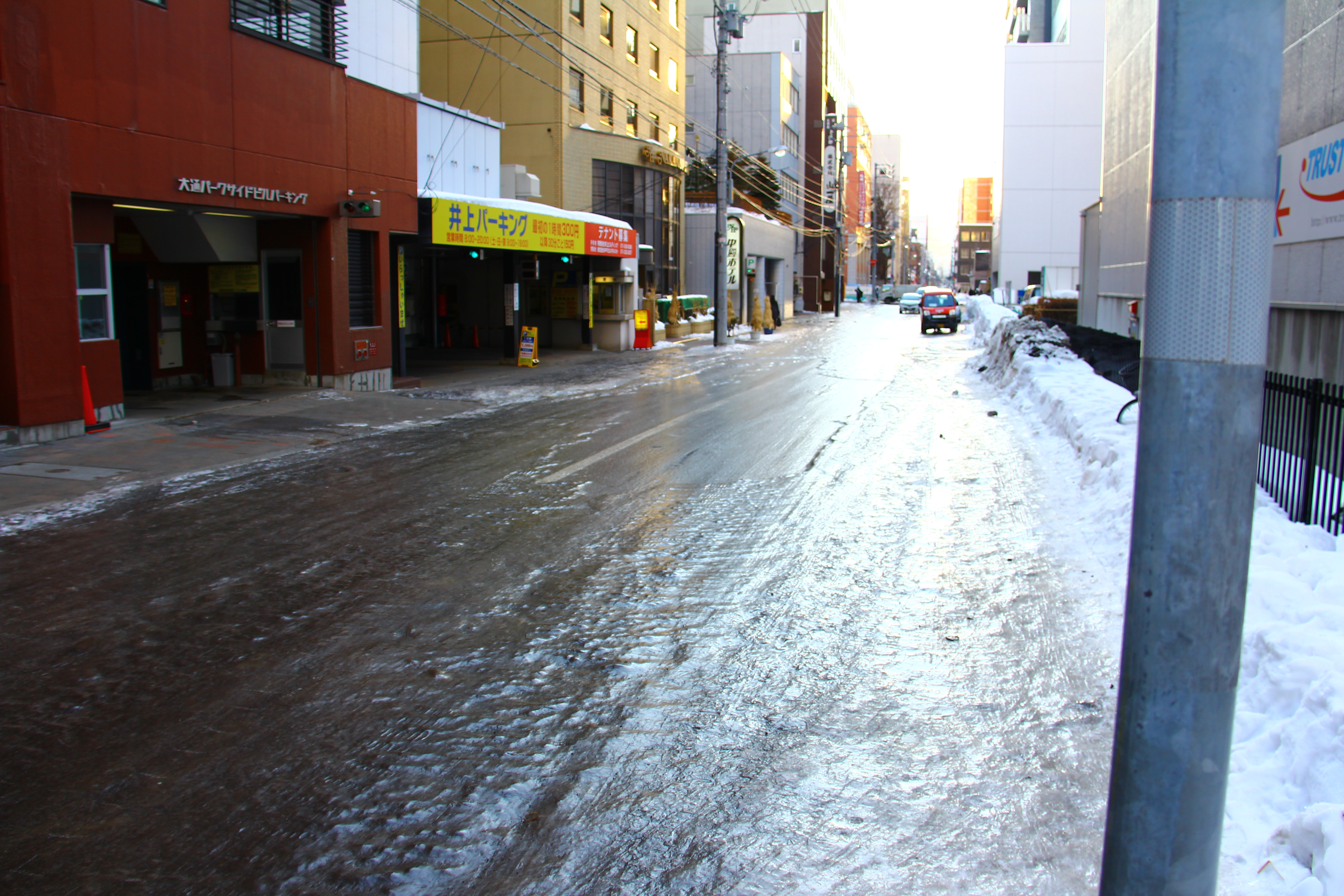
블랙아이스로 덮힌 일본 삿포로시의 골목 도로

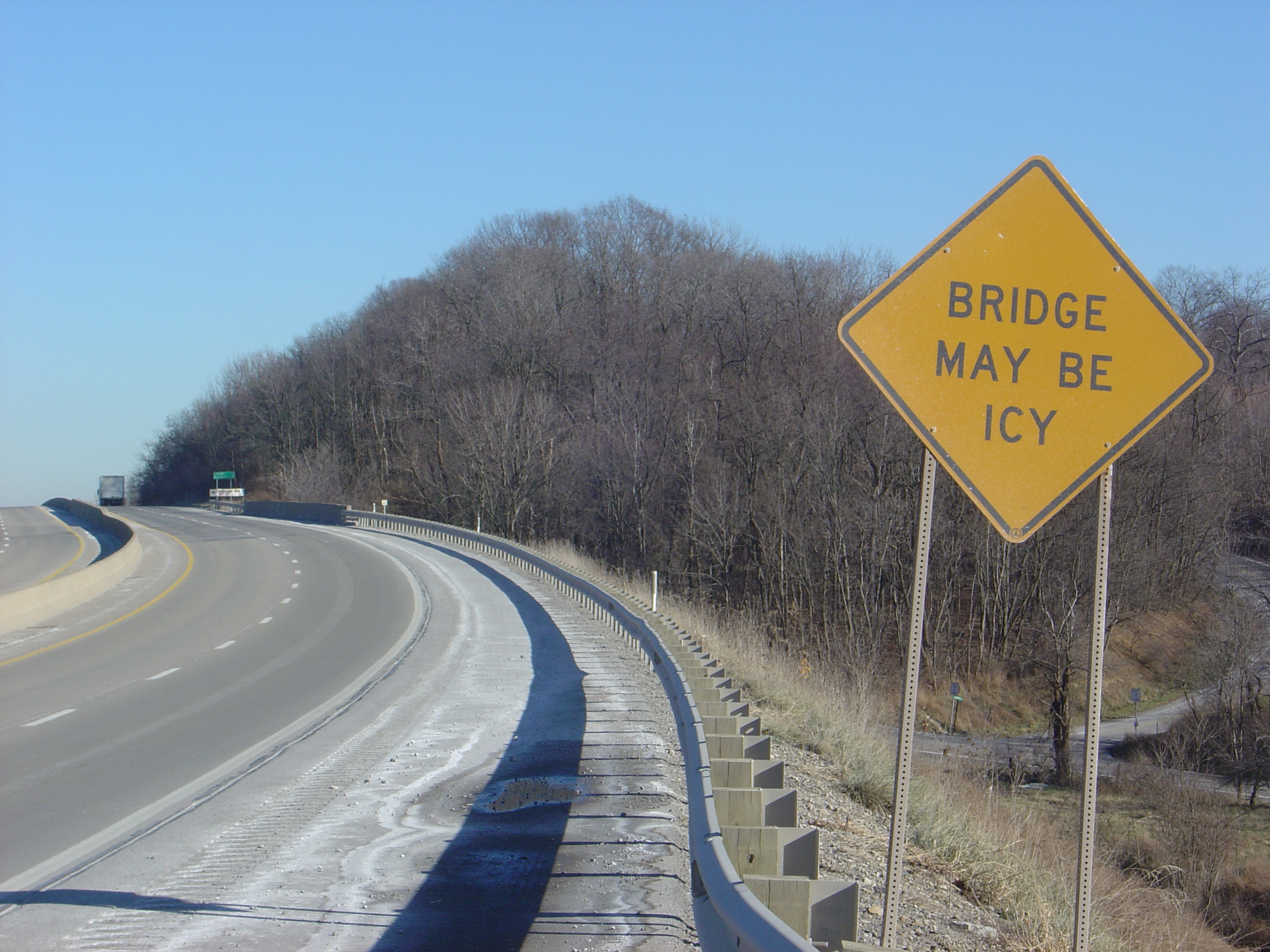
미국 고속도로의 블랙아이스 경고 표지판

블랙아이스(black ice 또는 clear ice) 또는 도로살얼음은 도로 표면에 코팅한 것처럼 얇은 얼음막이 생기는 현상을 말한다. 얼음 자체의 색이 검은 색은 아니지만, 검은 아스팔트색이 얇은 얼음에 투과돼 보여서 ‘블랙아이스’라는 이름이 붙은 것이다. 추운 겨울에 다리 위, 터널의 출입구, 그늘진 도로, 산모퉁이 음지 등 그늘지고 온도가 낮은 곳에 주로 생긴다.

## 정의
세계기상기구는 용어집에서 아래와 같이 해설하고 있다.
- 도로에 생긴 어둡고 얇은 빙판으로, 이슬비나 부슬비가 0°C 미만인 도로 표면에 떨어질 때나 이미 젖은 도로의 표면 온도가 빙점 아래로 떨어질 때 생긴다.[2]

미국 기상청은 착빙성 폭풍우 시기에 대해 다루면서 아래와 같이 주의를 당부하고 있다.
- 블랙아이스는 도로나 다른 교통 수단의 표면에서 눈으로 보기 힘든 고르지 않은 얼음으로 치명적인 운전 위험이다. 투명하기 때문에 때때로 얼음 아래의 검은 포장 도로 표면이 선명하게 보인다. 도로의 눈이 녹았다가 밤사이 기온이 하강하여 다시 얼어붙은 이른 아침에 널리 퍼져있다. 비 때문에 미끄러운 도로가 밤새 얼어 생길 수도 있다.[3]

## 같이 보기
- 우빙
- 자동차 사고
- 모래